# Personaggi di Will & Grace
Questa voce contiene un elenco dei personaggi presenti nella situation comedy Will & Grace.

## Personaggi principali

### Will Truman
Will Truman (stagioni 1-11), interpretato da Eric McCormack, doppiato da Francesco Prando. Will è un avvocato omosessuale di successo che ha studiato alla Columbia University, dove ha conosciuto Grace; da allora sono diventati inseparabili. Egli è molto maniacale e ossessivo per quanto riguarda la pulizia, l'abbigliamento e l'arredamento. Tuttavia, Will ha un carattere molto paziente e compassionevole verso le persone vicine a lui, ma fa molta fatica a trovare un compagno a causa di certi suoi complessi.

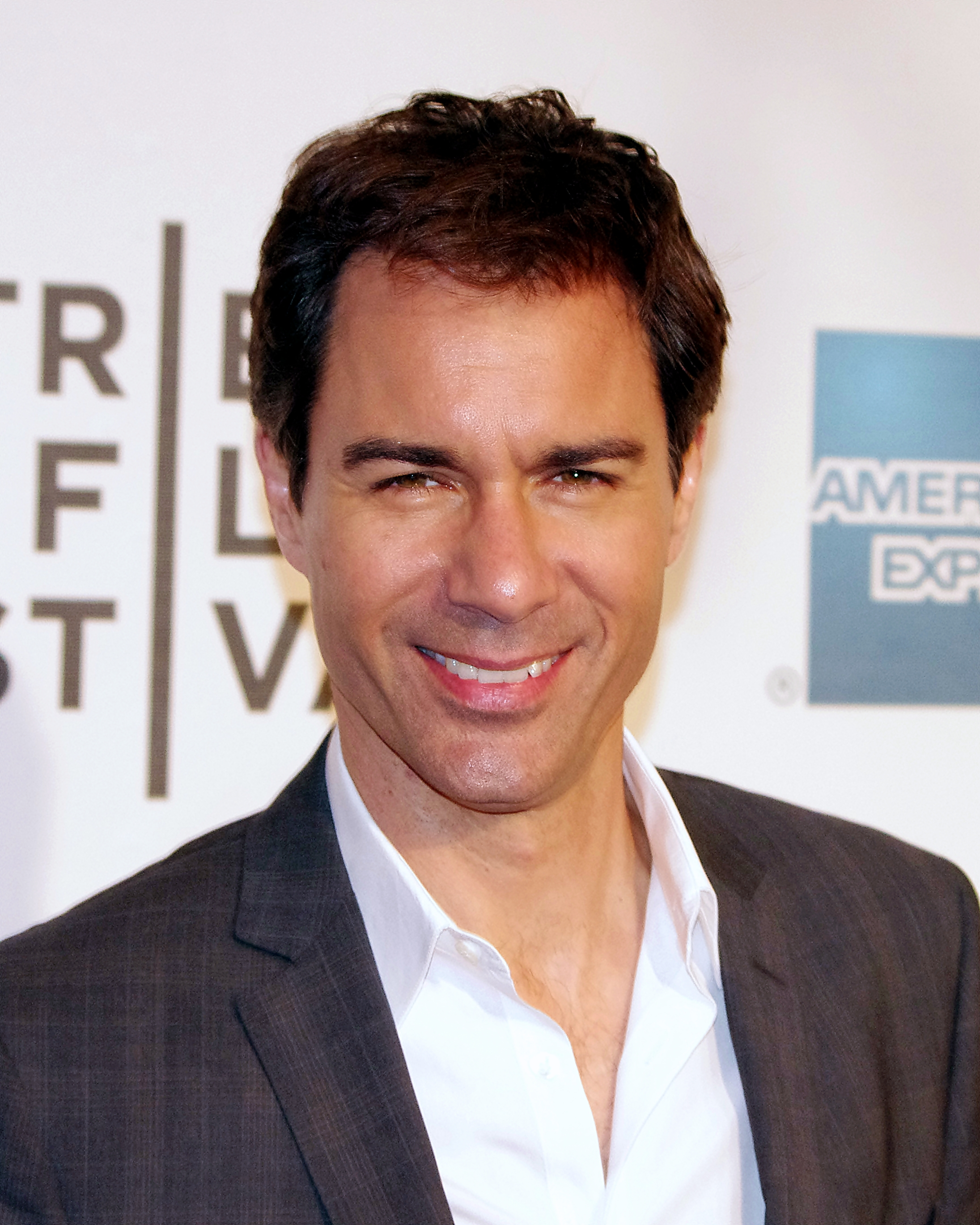
Eric McCormack interpreta Will Truman

Will nasce a Bridgeport, nel Connecticut, il 23 ottobre 1966, terzo e ultimo figlio di George e Marilyn Truman (interpretati da Sydney Pollack e Blythe Danner), in una famiglia WASP. Ha due fratelli: Sam (interpretato da John Slattery nella prima stagione e da Steven Weber nell'ottava stagione) e Paul (interpretato da Jon Tenney). Will ha fatto coming out nel 1985, durante il college; all'epoca aveva una relazione amorosa con Grace, con la quale credeva di poter nascondere la propria omosessualità, di cui aveva qualche sospetto ma che non aveva mai affrontato veramente. Durante il college conosce Jack McFarland, con il quale instaurerà una lunga amicizia; la conoscenza di Jack è stata fondamentale per Will, perché fu lui, già apertamente gay, ad aiutare Will a fare coming out. Dopo la laurea in legge alla Columbia University, inizia a lavorare per un importante studio legale. Sulla buona strada per diventare socio, decide di abbandonare lo studio per mettersi in proprio. Durante la seconda stagione ha iniziato a lavorare per la Doucette & Stein, società per cui ha lavorato fino alla settima stagione. Nella settima stagione decide di lavorare per il misterioso Malcolm (Alec Baldwin), che in seguito si rivelerà essere un agente dell'F.B.I.. Nell'ottava stagione Will lavora per la Coalizione di giustizia, fornendo un sostegno legale per le persone che non possono permetterselo, ma torna sui suoi passi e torna a lavorare per la Doucette & Stein. Il rapporto tra Will e i genitori è spesso conflittuale, soprattutto con il padre George, che nonostante dimostri di aver accettato l'omosessualità del figlio, in realtà avrebbe preferito che il figlio non lo fosse. L'ultimo scontro diede vita ad una furibonda lite tra i due che non riuscirono a chiarirsi perché George morì per un attacco cardiaco poco prima che i due potessero riappacificarsi. Nonostante la sua omosessualità, Will ha avuto rapporti con donne. È stato fidanzato con Grace durante gli anni del college, prima che si dichiarasse gay, ma i due non sono mai riusciti a copulare. L'unica donna con cui Will ha fatto sesso è stata Diane (Mira Sorvino), ex fidanzata del marito di Grace (che lo ricorda come un indimenticabile amante, unico uomo riuscito a farle avere un orgasmo). Ha sempre avuto difficoltà a trovarsi un uomo. Il rapporto sentimentale più lungo di Will è stato quello con Michael (interpretato da Chris Potter), con il quale è stato fidanzato dal 1989 al 1996. Spesso Will diviene malinconico ricordando quello che definisce il suo grande amore. Durante la serie instaura un rapporto con il poliziotto italoamericano Vince D'Angelo (Bobby Cannavale). Tra alti e bassi ed una lunga pausa, la relazione tra Will e Vince li porta fino alla stagione finale. Assieme ormai da 22 anni, hanno un figlio di nome Ben, il quale conoscerà la figlia di Grace, Layla, al college (proprio come è capitato ai loro genitori) e in seguito si sposeranno. Oltre ai due rapporti più importanti, Will frequentò durante le otto serie diversi ragazzi tra cui Matt (Patrick Dempsey), commentatore sportivo per la TV, che lasciò perché incapace di dichiarare la propria omosessualità, che lo costringeva a farsi passare per suo fratello. Poi Scotty, ragazzo di soli 25 anni che Will frequentò ma che poi lasciò per via del maniacale rapporto con Grace e per ultimo James, un canadese che sposò Grace per ottenere la Green Card, ma dopo aver scoperto delle cose spiacevoli su di lui, Will lo molla e aiuta Grace ad annullare il matrimonio.

### Grace Adler
Grace Adler (stagioni 1-11), interpretata da Debra Messing, doppiata da Francesca Fiorentini. Grace è una decoratrice d'interni e titolare della "Grace Adler Designs". È la migliore amica di Will fin dai tempi del college e convivente per la maggior parte della serie. Sensibile, golosa e alquanto egocentrica, ma buona come il pane.

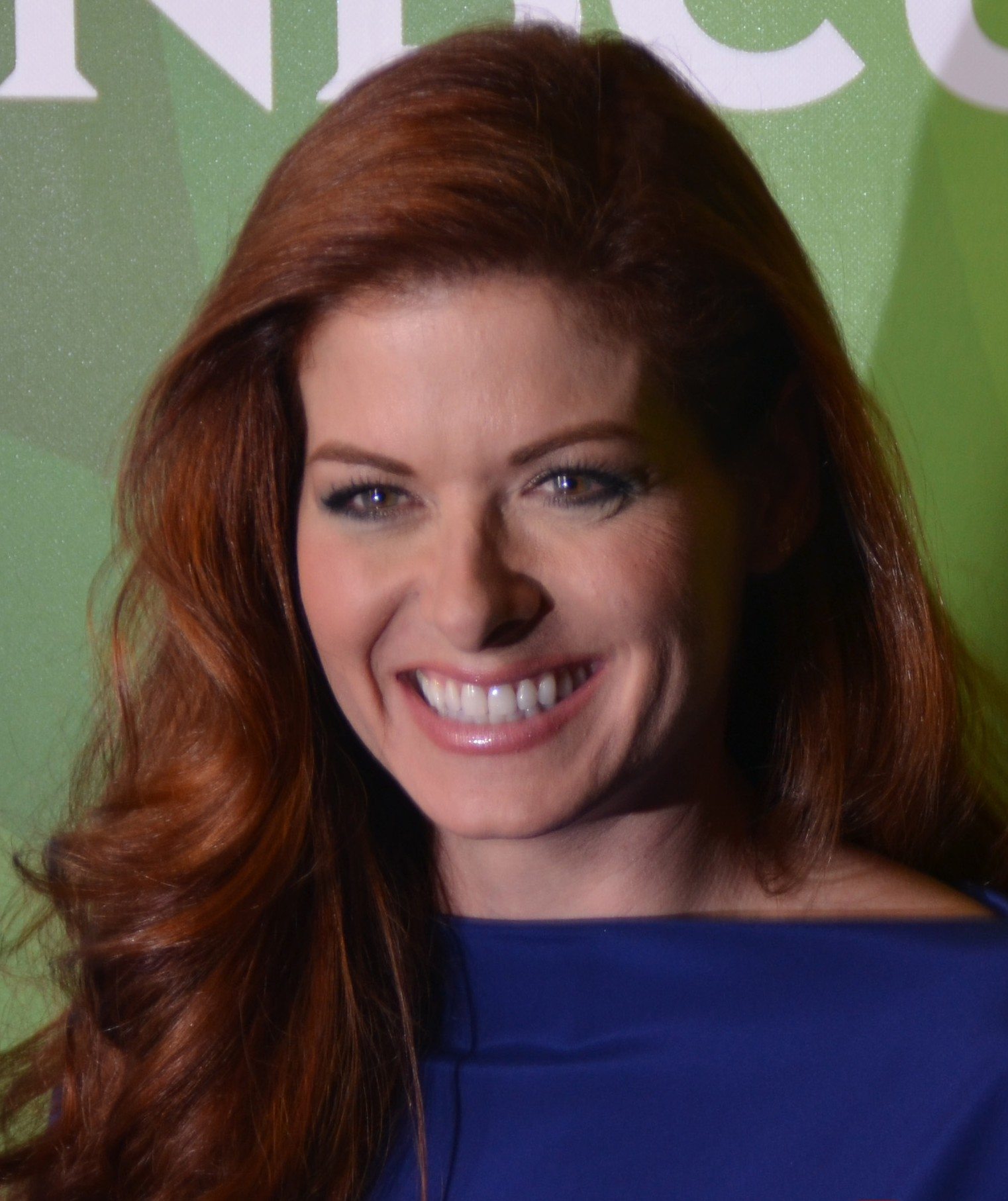
Debra Messing interpreta Grace Adler

Grace nasce il 26 aprile 1967 a Schenectady, New York. Nella sua infanzia viene molto influenzata dalla madre Bobbie (Debbie Reynolds), un'attrice drammatica. Grace ha fortemente cercato l'affetto di suo padre Martin (Alan Arkin), competendo con le sue due sorelle (una maggiore e l'altra minore), che avevano più problemi di lei (Joyce, interpretata da Sara Rue, è bulimica, mentre Janet, interpretata da Geena Davis e da Mary McCormack, è una lavoratrice precaria sessualmente promiscua). Il suo secondo nome, Elizabeth, deriva da Elizabeth Taylor, l'attrice preferita di sua madre. La sua amicizia con Will inizia al College, quando Grace irrompe nell'appartamento di Will attratta dall'odore di una cioccolata calda, anche se in una puntata è Grace stessa a dire a Will che il primo incontro è avvenuto sul tetto di un grattacielo di New York, lo stesso grattacielo in cui Grace e Leo si stanno per sposare (non si sa però se questa storia è vera o è un modo per convincere Will a fare l'accompagnatore all'altare di Grace). Da lì in poi percorreranno le loro strade insieme, tanto che lei si trasferisce per lungo tempo nell'appartamento di Will. Grace è per natura tirchia, terribilmente golosa (il suo soprannome al liceo era "Grassa Adler"), egoista e insicura su ogni scelta che fa. Cerca invano l'amore tra mille esperienze negative con uomini che si rivelano dei veri e propri fallimenti, consapevole di avere sempre il suo migliore amico accanto anche nei momenti duri, fino a quando non incontra per puro caso, poco prima di farsi inseminare artificialmente con il seme di Will, l'uomo della sua vita, Leo (interpretato da Harry Connick Jr.), il principe con il cavallo bianco che desiderava fin da bambina. A partire dalla quinta stagione fino all'ultima puntata la relazione tra Grace e Leo sarà turbolenta, fatta di allontanamenti durati mesi a causa del lavoro di lui in ospedali del terzo mondo e dal tradimento di Leo con una dottoressa, una sua collega in Cambogia, che porterà Grace a lasciarlo fino a quando si ricongiungeranno e vivranno insieme con la loro bambina, Lyla, la quale conoscerà il figlio di Will, Ben, al college (proprio come è capitato ai loro genitori) e in seguito i due si sposeranno. Grace è una designer d'interni e si avvale della non-collaborazione della plurimilionaria Karen Walker, che ha assunto solo per le sue conoscenze, vista tra l'altro la sua totale incapacità a lavorare e a svolgere anche i compiti più semplici come spedire un fax o rispondere al telefono. Karen, una alcoolizzata e impasticcata, critica continuamente Grace con sarcastiche osservazioni sul modo di vestire e di pettinarsi. Con il passare del tempo, tuttavia, le due diventano ottime amiche.

### Jack McFarland
Jack McFarland (stagioni 1-11), interpretato da Sean Hayes, doppiato da Nanni Baldini.

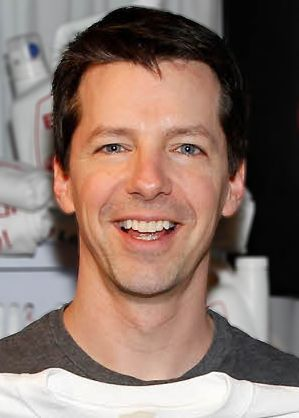
Sean Hayes interpreta Jack McFarland

Jack è un gay camp con la passione per la recitazione e il teatro, anche se i suoi amici hanno sempre messo in dubbio le sue capacità nel settore. Vive senza un lavoro fisso, intraprendendo i lavori più disparati, infermiere, addetto alle vendite, cameriere, insegnante e ballerino. Jack è spudoratamente superficiale e preso da sé stesso, propenso a frequentare luoghi gay collezionando avventure; la relazione più lunga avuta da Jack è durata pochi mesi con Stewart, un cliente di Will. Jack adora tutte le icone gay, soprattutto Cher di cui possiede una rara bambola. Jack è il proprietario di un cane labrador di nome Klaus Von Puppy e di un pappagallo di nome Guapo ("bello" in spagnolo). Jack è stato cresciuto dalla madre Judith (Veronica Cartwright) e dal patrigno Daniel (Beau Bridges), quest'ultimo è l'unico della sua famiglia ad essere al corrente della sua omosessualità. Jack non ha mai conosciuto il vero padre, ha scoperto solamente che il suo nome era Joe Black, un uomo che negli anni settanta durante un party in piscina fece sesso occasionale con la madre con indosso una maschera di Richard Nixon. Durante gli anni del college conosce Will Truman, che aiuta a fare coming out. Tra i due si instaura una lunga e solida amicizia, dove Will aiuta più volte Jack a mantenersi, pagandogli l'affitto. Durante la prima stagione della serie Jack conosce la ricca e alcolizzata Karen Walker, assistente perditempo di Grace Adler; tra i due nasce un legame stretto, simile a quello tra Will e Grace, che dà vita ad una serie di bizzarre e divertenti avventure. Alla fine della prima stagione Jack decide di sposare la cameriera salvadoregna di Karen, Rosario, solo per consentire alla donna di ottenere la carta verde. Successivamente la coppia divorzia, quando Rosario si innamora del giardiniere di Karen. Jack scopre di essere il padre biologico di Elliot (Michael Angarano), infatti quando era un adolescente donò il suo sperma alla banca del seme per potersi comprare una giacca, soprannominata per questo motivo "giacca del membro". In seguito scopre che Elliot è stato allevato da Bonnie (Rosie O'Donnell), un'infermiera lesbica che lavorava presso la banca del seme, che rubò lo sperma depositato da Jack per essere inseminata con esso. Nonostante Jack sia un gay dichiarato che lotta per i diritti degli omosessuali, nutre una forte antipatia nei confronti delle lesbiche. Jack non perde mai la sua vocazione per la recitazione, nonostante la sua insegnante Zandra (Eileen Brennan) continui a fargli notare la sua mancanza di talento. Jack riuscirà a prendere il posto di Zandra al corso di recitazione, insegnando alla classe il "Metodo McFarland". Accortosi che la carriera nel mondo dello spettacolo non ha sbocchi, decide di intraprendere un corso per diventare infermiere, ma si dà un'ultima possibilità, quando al quarto matrimonio di Karen incontra Jennifer Lopez venendo ingaggiato come ballerino nel suo tour. Dopo questa esperienza, tenta di entrare a far parte del corpo di ballo di Janet Jackson, ma senza successo. Nella settima stagione Jack lavora come produttore per la rete televisiva gay OutTV, dove inventa i programmi più improbabili. Diviene presentatore di un talk show della rete, ma ben presto gli viene affiancata la raccomandata Amber Louise (interpretata da Britney Spears), che successivamente gli soffia il posto. Disperato e senza un lavoro, Jack tenta l'ultima carta partecipando a un provino per un ruolo minore in una serie televisiva, ma con sua grande sorpresa gli viene affidato il ruolo principale di Chuck Rafferty, un poliziotto eterosessuale, alcolizzato e donnaiolo. Nella stagione finale Karen perde tutta la sua ricchezza nel divorzio da Stan, e convince quindi Jack a cedere, seppur controvoglia, alle lusinghe del milionario gay Beverly Leslie, nemico giurato di Karen, con l'intenzione di approfittare insieme a Jack del patrimonio. Beverly sparirà spazzato via da una raffica di vento mentre si trova sul suo terrazzo, Jack di conseguenza eredita il patrimonio e Karen vivrà con lui nella lussuosa casa di Beverly. Nella stagione dieci, rivela di avere una grande passione per la serie televisiva Riverdale, in particolare per il protagonista Archie Andrews, e si sposa con lo spagnolo Estefan.

### Karen Walker

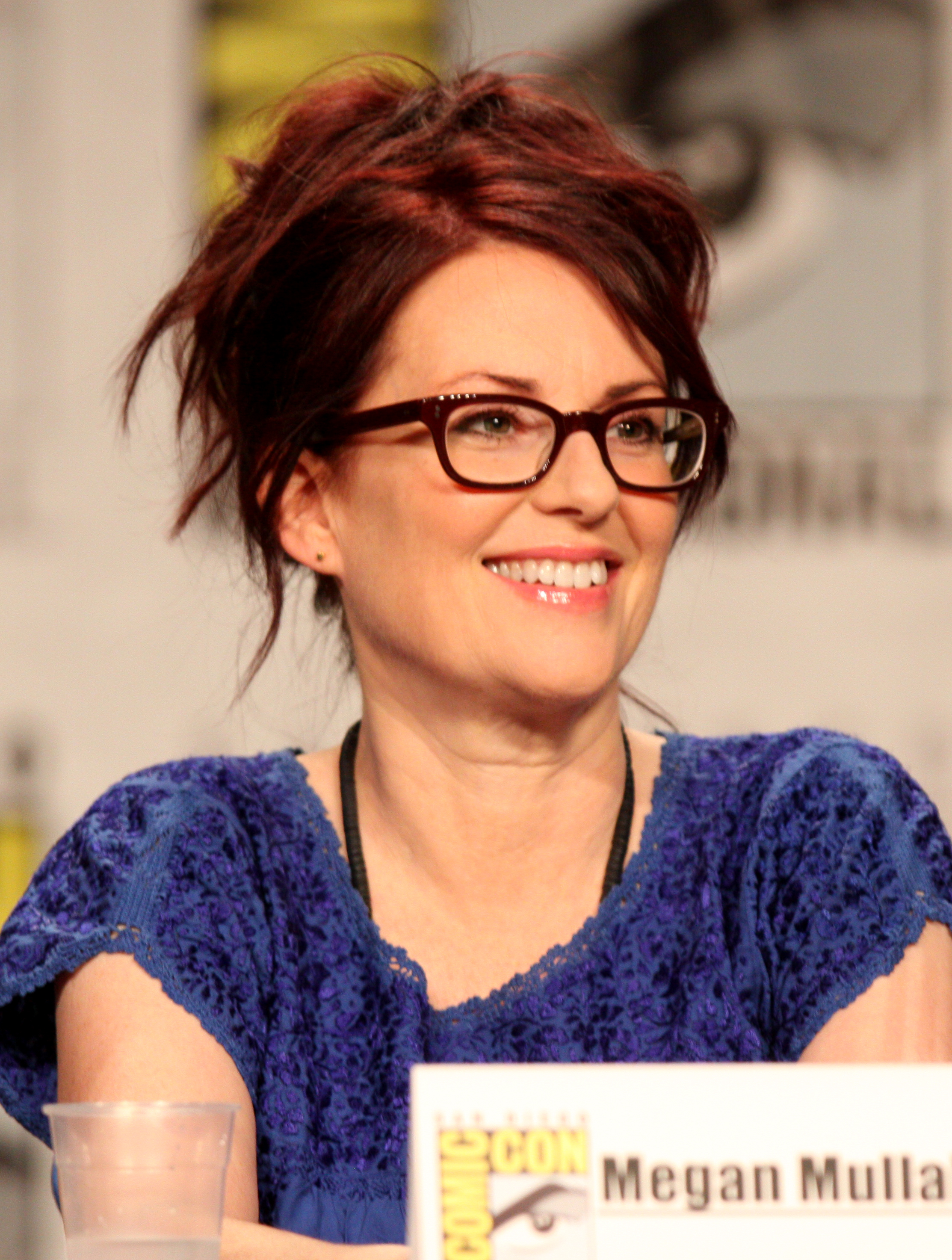
Megan Mullally interpreta Karen Walker

Karen Walker (stagioni 1-11), interpretata da Megan Mullally, doppiata da Laura Latini (st. 1-8) e da Roberta De Roberto (st. 9-11).
Karen è l'assistente di Grace presso la Grace Adler Designs, ma durante l'orario di lavoro preferisce bere alcolici, trangugiare un numero smisurato di pillole, curarsi le unghie, consultare cataloghi di moda e prendere in giro Grace. Quest'ultima glielo concede, ma in cambio Karen si impegna a non incassare gli assegni dello stipendio, di cui cumunque non avrebbe bisogno. È la moglie del ricco e obeso industriale Stanley Walker.

## Personaggi secondari
- Rosario Salazar (stagioni 1-8), interpretata da Shelley Morrison, doppiata da Doriana Chierici.
È la cameriera di Karen, ha un carattere molto simile al suo e ha una laurea in psicologia clinica. Sposa Jack per avere la cittadinanza statunitense. Morirà nella nona stagione a causa di un infarto, tuttavia senza che il personaggio appaia in scena perché  l'attrice si era ritirata dalle scene.
- Beverley Leslie (stagioni 3-11), interpretato da Leslie Jordan, doppiato da Roberto Stocchi.
È il rivale di Karen. Sposato con un'anziana donna ricca, ma in realtà omosessuale non dichiarato. Ha una relazione con un aitante ragazzo di colore di nome Benji, che presenta a tutti come il suo "socio in affari". Nella nona stagione si dichiara omosessuale a Karen. Si fidanzerà con un altro uomo anch'egli chiamato Benji.
- Bobbie Adler (stagioni 1-8), interpretata da Debbie Reynolds, doppiata da Angiolina Quinterno e da Angiola Baggi (episodi 8x08, 8x15).
È la stravagante madre di Grace. Attrice e cantante di scarso successo, critica spesso la figlia sulle sue scelte in fatto di uomini. Muore nel tempo trascorso fra le vecchie e le nuove stagioni; nella nona stagione le figlie e il marito festeggiano il suo compleanno per ricordarla dopo la morte, lasciando intendere che la perdita era avvenuta tempo prima.
- Leo Markus (stagioni 5-9), interpretato da Harry Connick Jr., doppiato da Giorgio Borghetti.
È il marito di Grace. È sempre in viaggio con Medici senza frontiere e questo metterà in crisi il loro rapporto. Infatti, in uno dei suoi ultimi viaggi in Cambogia, tradisce Grace con una sua collega dottoressa. I due divorzieranno ma, ritrovatisi per caso tempo dopo su un volo per Londra, vivranno un momento di passione che porterà alla gravidanza di Grace. Dopo questo incontro decidono di separarsi di nuovo, ma Leo si ripresenterà mesi dopo a casa di Will e Grace la quale, avendo nel frattempo perdonato l'ex marito, decide di ritentare il matrimonio con lui e la figlia che sta per nascere. Nella nona stagione gli eventi del finale precedente vengono ignorati e ritroviamo Grace ancora a casa di Will mai diventata madre e divorziata da Leo, il quale si vedrà brevemente in un episodio.
- Vince D'Angelo (stagioni 6-8, guest 9), interpretato da Bobby Cannavale, doppiato da Massimo Bitossi.
È il fidanzato di Will dalla sesta stagione e colui che si rivelerà l'amore della sua vita. Vince ha una sorella lesbica ed è un poliziotto diventato poi detective nell'ottava stagione. Durante la settima stagione Will e Vince si lasciano per poi rimettersi insieme nell'ottava stagione. I due si separano definitivamente e nella decima stagione; Vince inviterà Will al suo matrimonio, facendo intendere al suo ex di provare ancora qualcosa per lui.
- Elliot (stagioni 3-11), interpretato da Michael Angarano, doppiato da Stefano De Filippis.
È il figlio di Jack avuto con una donazione di sperma. Nella nona stagione ha un figlio, Kevin, omosessuale e molto affezionato a Jack.

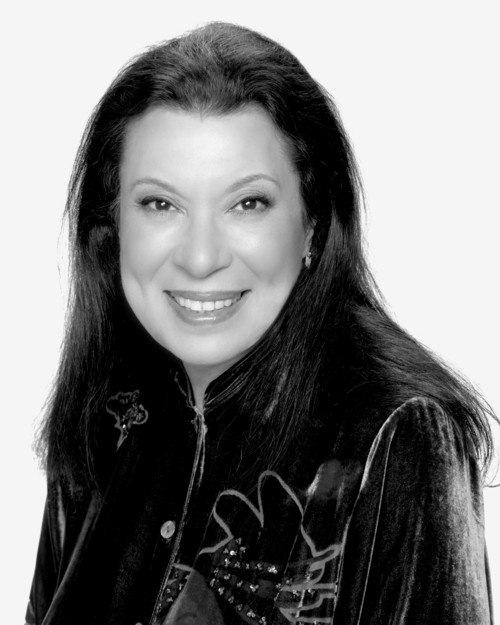
Shelley Morrison interpreta Rosario Salazar
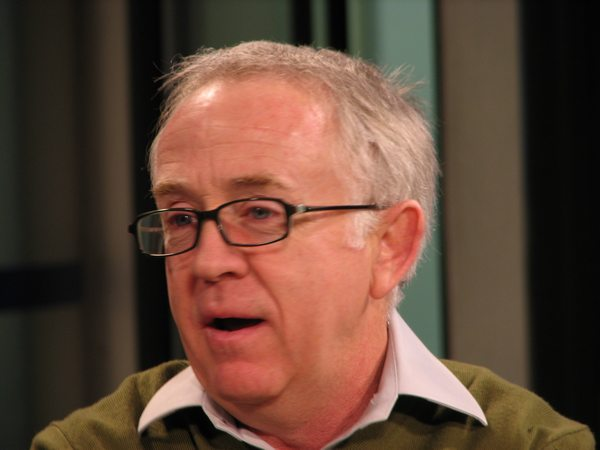
Leslie Jordan interpreta Beverly Leslie
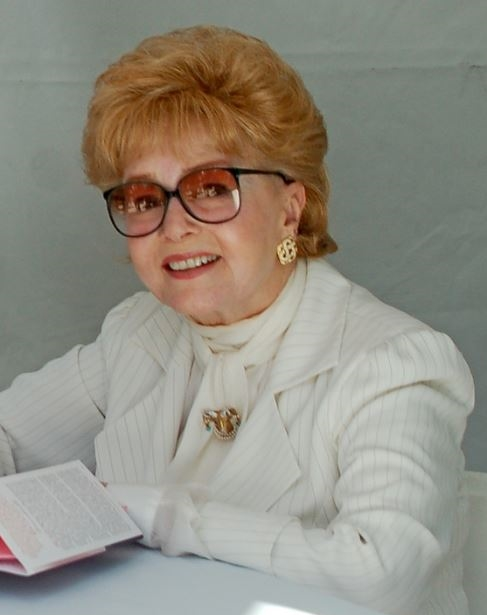
Debbie Reynolds interpreta Bobby Adler
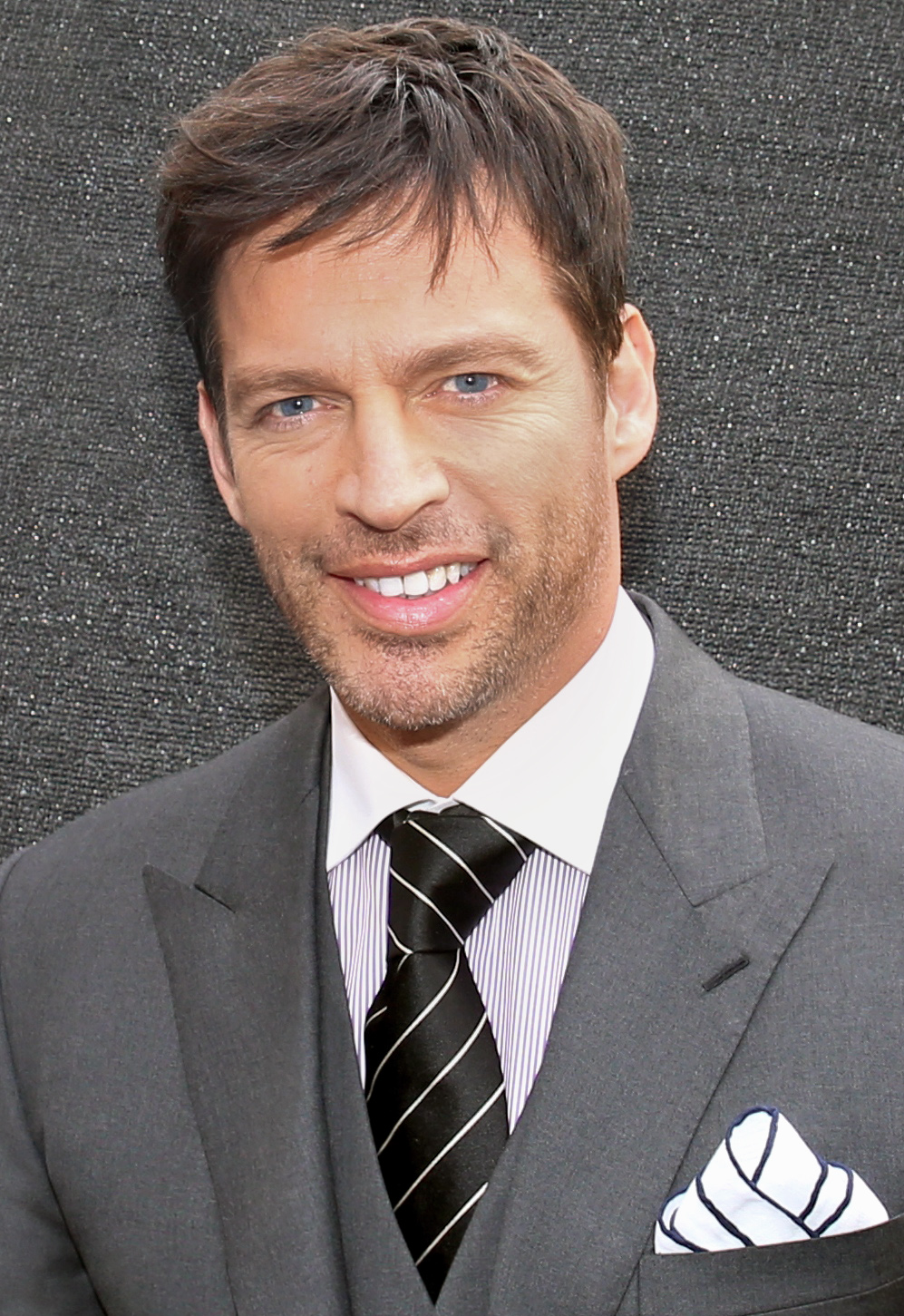
Harry Connick Jr. interpreta Leo Markus
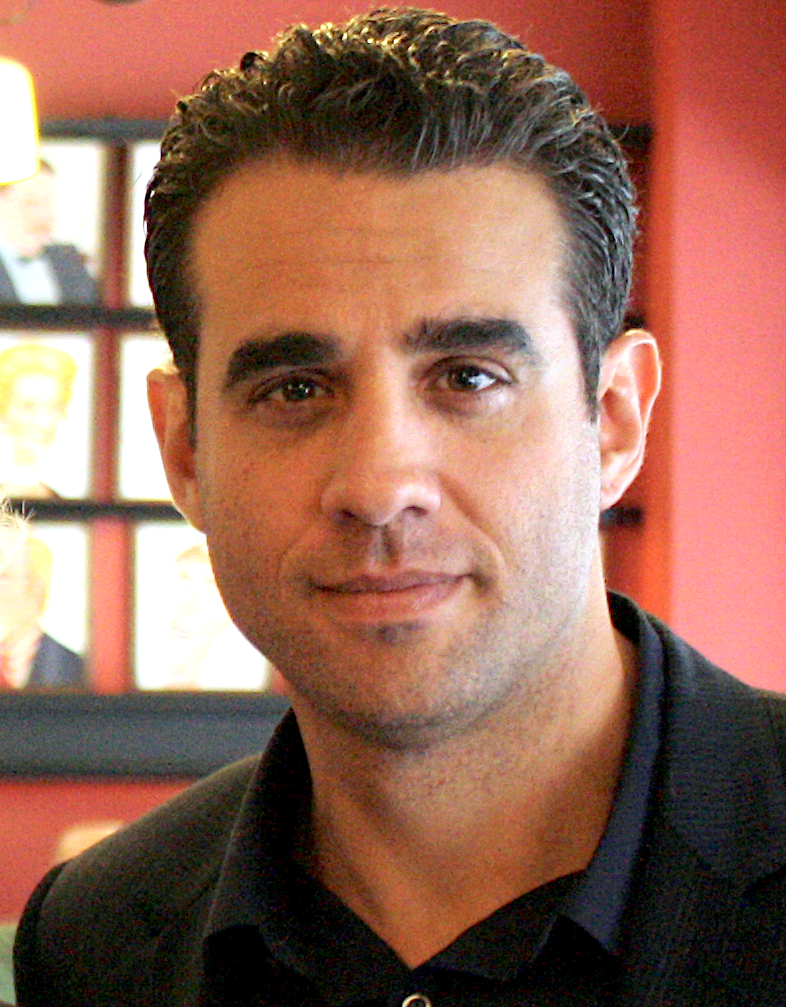
Bobby Cannavale interpreta Vince D'Angelo
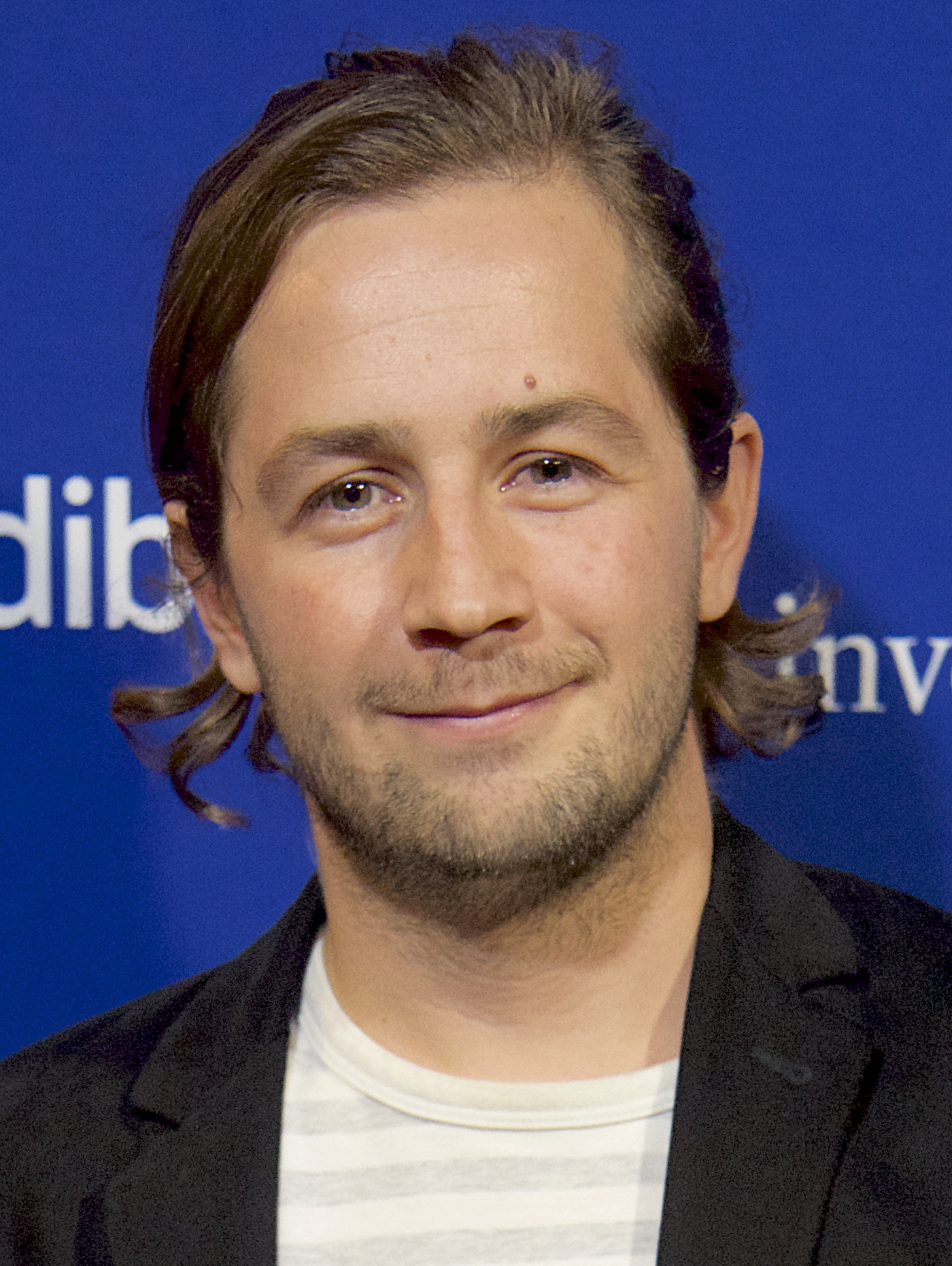
Michael Angarano interpreta Elliot

## Personaggi ricorrenti
- Ellen (stagioni 1-11), interpretata da Leigh-Allyn Baker e doppiata da Cinzia Villari.
Un'amica di Will e di Grace (di cui era compagna di stanza al college) che è sposata con Rob. Darà alla luce tre bambini, che la renderanno molto stressata.
- Rob (stagioni 1-8), interpretato da Tom Gallop e doppiato da Fabrizio Picconi.
Un amico di Will (di cui era compagno di stanza al college) e Grace che è sposato con Ellen. Con il tempo, diventa succube della moglie.
- Larry (stagioni 3-11), interpretato da Tim Bagley, doppiato da Roberto Draghetti.
Un amico gay di Will e Grace che è sposato con Joe e con cui ha adottato una bambina, Anna.
- Joe (stagioni 3-11), interpretato da Jerry Levine, doppiato da Roberto Certomà.
Un amico gay di Will e Grace che è sposato con Larry e con cui ha adottato una bambina, Anna.
- Stanley "Stan" Walker
Il marito milionario di Karen di cui parla molto spesso per deriderne l'estrema obesità, ingordigia e pigrizia; non viene mai mostrato anche se in due episodi compaiono una mano e i piedi.
- Harlin Polk (stagione 1-2), interpretato da Gary Grubbs, doppiato da Renato Cortesi.
Il più importante cliente di Will per un certo periodo.
- Sam Truman, interpretato da John Slattery (st. 1) e da Steven Weber (st. 8), doppiato da Angelo Maggi (st. 1) e da Teo Bellia (st. 8).
Il fratello di Will.
- Signor Zamir (stagioni 2-5), interpretato da Marshall Manesh
Il vicino di casa impiccione di Will e Grace.
- Benjamin "Ben" Doucette (stagioni 2-3), interpretato da Gregory Hines, doppiato da Franco Mannella.
Capo di Will e ragazzo di Grace per un breve periodo.
- George Truman (stagioni 2-8), interpretato da Sydney Pollack, doppiato da Bruno Alessandro.
Il padre di Will.
- Nathan (stagioni 3-4), interpretato da Woody Harrelson, doppiato da Massimo Lodolo.
Nuovo ragazzo di Grace che convive con Will & Grace per qualche tempo fino a che non la lascia.
- Marilyn Truman (stagioni 4-11), interpretata da Blythe Danner, doppiata da Lorenza Biella.
La madre di Will.
- Barry (stagione 5), interpretato da Dan Futterman, doppiato da Luigi Ferraro.
Cugino gay di Karen non ancora dichiarato, viene inizialmente "istruito" da Will e Jack, e successivamente conteso tra i due.
- Lorraine Finster (stagioni 5-6; 9-11), interpretata da Minnie Driver, doppiata da Alessandra Cassioli.
L'amante di Stan, nemica e successivamente amica di Karen. È la figlia di Lyle Finster, marito di Karen. Anche dopo il breve matrimonio tra i due, Lorraine continua a chiamare Karen "Mamma".
- Lyle Finster (stagione 6), interpretato da John Cleese, doppiato da Carlo Reali.
Marito di Karen per soli venti minuti ed è il padre di Lorraine Finster.
- Stuart Lamarck (stagione 6), interpretato da Dave Foley, doppiato da Mino Caprio.
Cliente di Will e successivamente fidanzato di Jack.

## Guest star
- Julian McMahon 1x07
- Rudy Galindo 1x11
- David Sutcliffe 1x17
- Miguel Ferrer 1x20
- Scott Patterson 2x03
- Andy Comeau 2x04
- Peter Paige 2x04
- Veronica Cartwright 2x07
- Al Roker 2x14
- Chris Potter 2x16
- Piper Laurie 2x21
- Joan Collins 2x22
- Natasha Lyonne 3x04
- Maria Pitillo 3x06
- Jeremy Piven 3x06
- Patrick Dempsey 3x06 - 3x13 - 3x14
- Cher 3x07 - 4x27
- Ken Marino 3x10
- Sandra Bernhard 3x12 - 4x17
- Ellen DeGeneres 3x15
- Lesley Ann Warren 3x16 - 3x17 - 4x13 - 6x21 - 8x19 - 8x20
- Peter Jacobson 3x18
- Christine Ebersole 3x19
- Adam Goldberg 4x02
- Eileen Brennan 4x04 - 4x20 - 5x07 - 6x15 - 6x16
- Parker Posey 4x12
- Rosie O'Donnell 4x15
- Matt Damon 4x16
- Suzanne Pleshette 4x17 - 4x18
- Michael Douglas 4x22
- Glenn Close 4x24
- Rip Torn 4x26 - 4x27 - 5x01 - 5x02
- Kevin Bacon 5x02 - 8x23
- Jason Marsden 5x05
- Gene Wilder 5x06 - 5x19
- Tom Skerritt 5x07
- Katie Couric 5x08
- Elton John 5x10
- Andy García 5x12
- Dan Futterman 5x13 - 5x14
- Rosanna Arquette 5x13 - 5x16
- Demi Moore 5x16
- Madonna 5x21
- Macaulay Culkin 5x22
- Minnie Driver 5x15 - 5x23
- Nicollette Sheridan 5x24
- Mira Sorvino 6x02
- James Earl Jones 6x04
- John Cleese 6x06 - 6x11 - 6x15 - 6x23 - 6x24
- Dylan McDermott 6x06
- Jack Black 6x07
- Candice Bergen 6x09
- Kali Rocha 6x09
- Tom Everett Scott 6x09
- Sara Gilbert 6x10
- Barry Manilow 6x10
- Geena Davis 6x11
- Hal Linden 6x12
- Kathryn Joosten 6x13
- Edie Falco 6x17
- Chloë Sevigny 6x17
- Bebe Neuwirth 6x19
- Tim Curry 6x23 - 6x24
- Jennifer Lopez 6x23 - 6x24 - 7x01 - 9x13
- Janet Jackson 7x02
- Will Arnett 7x02
- Roscoe Lee Browne 7x06
- Kristin Davis 7x07
- Victor Garber 7x09
- Rip Taylor 7x09
- Jeff Goldblum 7x13 - 7x15 - 7x16
- Patti LuPone 7x15
- Edward Burns 7x16 - 7x17 - 7x18
- Luke Perry 7x17
- Stuart Townsend 7x18
- Sharon Stone 7x20
- Alan Arkin 7x21
- Seth Green 7x23
- Eric Stoltz 7x23 - 7x24
- Alec Baldwin 7x23 - 7x24 - 8x01 - 8x03 - 8x04 - 8x05 - 9x15 - 9x16
- Richard Chamberlain 8x04
- Jason Biggs 8x05
- Taye Diggs 8x10 - 8x14 - 8x15 - 8x16
- Matt Lauer 8x11
- Shohreh Aghdashloo 8x17
- Shawn Christian 8x17
- Britney Spears 8x18
- George Takei 8x18
- Wanda Sykes 8x18
- Josh Lucas 8x22